# Жюстін Бейтман
Жюстін Таня Бейтман (англ. Justine Bateman, нар. 9 лютого 1966, Нью-Йорк, США) — американська акторка, сценаристка і продюсерка.

## Рання життя
Народилася 1966 року в Рей, Нью-Йорк в родині стюардеси й режисера. У неї є молодший брат — актор Джейсон Бейтман.

## Кар'єра
Бейтман найбільш відома роллю Меллорі Кітон у популярному комедійному серіалі «Сімейні узи», де знімалася з 1982 по 1989 рік. За цю роботу отримала дві номінації на премію «Еммі» за найкращу жіночу роль другого плану в комедійному телесеріалі й «Золотий глобус» за найкращу жіночу роль другого плану на телебаченні. Популярність серіалу привела Бейтман до виступу у Saturday Night Live і головної ролі у комерційно провальному фільмі «Задоволення» в 1988 році.
Після завершення серіалу кар'єра Бейтман пішла на спад, і вона почала з'являлася в незалежних і телевізійних фільмах. Повернулася до жанру ситкому, виконавши головну роль в адаптації однойменного британського телешоу «Негідники», який виходив з 1996 по 1997 рік на NBC і пізніше був закритий через низькі рейтинги. 
У 2000 році Бейтман відкрила компанію Justine Bateman Designs, яка випускала модний одяг.
Акторка повернулася на екрани у 2003 році з роллю в мінісеріалі «Розвал» з Еріком Штольцом та Фелісіті Гаффман, за яку отримала Премію «Супутник», а також з'явилася в сіткомі свого брата «Уповільнений розвиток» (2003—2006). Вона також з'явилася в серіалах «Відчайдушні домогосподарки» (2004—2012), «Californication» (2007—2014), «Ясновидець» (2006—2014) і «Приватна практика» (2007—2013). У 2006 році знялася у фільмі «Телевізор». З 2010 року знімається у телесеріалі «Американська сімейка».

## Особисте життя
Бейтман наприкінці 1980-х років зустрічалася з Лейфом Гарретом.
З 2001 року одружена з Марком Флінтом, має двох дітей. Бейтман є відвертою прихильницею мережевого нейтралітету. У 2008 році Бейтман дала свідчення перед Комітетом сенату США з питань торгівлі на підтримку нейтралітету мережі.
Бейтман — ліцензована пілотеса одномоторних літаків та сертифікована підводна аквалангістка.

## Вибрана фільмографія
| Рік       |    | Українська назва                     | Оригінальна назва                            | Роль                   |
| --------- | -- | ------------------------------------ | -------------------------------------------- | ---------------------- |
| 1984      | с  | Казки з темного боку                 | Tales from the Darkside                      | Сьюзан «Пукі» Андерсон |
| 1996      | с  | Лоїс і Кларк: Нові пригоди Супермена | Lois & Clark: The New Adventures of Superman | Сара / Зара            |
| 1999      | мс | Невгамовні                           | Rugrats                                      | меценат мистецтва      |
| 2006      | с  | Уповільнений розвиток                | Arrested Development                         | Неллі Блут             |
| 2006      | ф  | Телевізор                            | The TV Set                                   | Наталі Клейн           |
| 2008—2012 | с  | Відчайдушні домогосподарки           | Desperate Housewives                         | Еллі Леонард           |
| 2008—2012 | с  | Секс і Каліфорнія                    | Californication                              | місіс Паттерсон        |
| 2009      | с  | Ясновидець                           | Psych                                        | Вікторія               |
| 2010      | с  | Приватна практика                    | Private Practice                             | Сідні                  |
| 2013      | с  | Американська сімейка                 | Modern Family                                | Анжела                 |